# Colin Curran
Colin Curran (Newcastle, Australia; 21 de agosto de 1947) es un exfutbolista australiano que jugaba en la posición de defensa.

## Carrera

### Club
Jugó en las divisiones menores del Manchester United FC de Inglaterra pero su carrera profesional inició en 1966 con el Adamstown Rosebud FC con quien jugó por cinco años. En 1971 ficha con el Marconi Stallions pero regresaría a su equipo anterior un año después.
En 1974 pasa al Western Suburbs SC con el que juega por tres años hasta que juega en 1978 con el Newcastle KB United donde anotó tres goles en 26 partidos hasta su retiro.

### Selección nacional
Jugó para Australia de 1970 a 1979 anotando un gol en 34 partidos, incluyendo el primer autogol de Australia en una copa Mundial de Fútbol en Alemania 1974 en la derrota ante Alemania Democrática.